# RDoc (informática)
RDoc es el generador de documentación de Ruby por defecto a partir de la versión 1.8.2, diseñado por Dave Thomas. Analiza el código fuente Ruby generando una estructura de las colecciones de paquetes para los objetos y métodos. es capaz de realizar un análisis sintáctico recursivo de un directorio y encontrar todos los archivos .rb, .rbw y .c en busca de comentarios encima de la definición de cada función y al inicio del fichero. El formato de salida es HTML y crea el archivo en el subdirectorio doc.
RDOC es útil incluso si el código fuente de destino no contiene comentarios explícitos. RDOC aún analizará las clases, módulos y métodos, y la lista de ellos en los archivos generados de la API.
RDOC también proporciona el motor para la creación de archivos Ruby ri. ri es la versión de Ruby de páginas de manual, que sirve de información de la API de la línea de comandos.
RDOC y ri actualmente son mantenidos por Eric Hodel y Ryan Davis.

## Ejecución
Para ejecutar RDoc hay que llamarlo con el siguiente comando rdoc y se pueden utilizar algunos flags:
- --main [PATH a un fichero], hará que el fichero apuntado sea el que aparezca como inicio en la documentación generada.

- --all, incluye también métodos privados en la documentación (por defecto solo incluye los públicos).

- --op [PATH a un directorio], utiliza este directorio para guardar la documentación en lugar de "doc".

- --inline-source, incluye el código fuente de cada método en la documentación.

## Reglas básicas de marcado
- =: cabecera de nivel 1.

- ==: cabecera de nivel 2.

- * o -: crea un elemento de una lista.

- #: crea un elemento de una lista numerada.

- Con las palabras se puede hacer: _itálica_, *negrita* y +código+.